# Andrew Mlangeni
Andrew Mokete Mlangeni, también conocido como Andrew Mokete Molakene (Provincia del Estado Libre, 6 de junio de 1925-Pretoria, 21 de julio de 2020), fue un activista político sudafricano, reconocido por haber sido el último sobreviviente del Proceso de Rivonia, en el que fue encarcelado junto con Nelson Mandela y otros activistas contra el apartheid.

## Biografía
Mlangeni nació en la Provincia del Estado Libre, Sudáfrica. Tuvo que abandonar sus estudios debido a la pobreza y en la década de 1940 fue explotado laboralmente como un trabajador de fábrica. Laborando como conductor de autobús, participó activamente en una huelga para conseguir mejores condiciones de trabajo y un salario digno y en 1951 se unió a la Liga Juvenil del Congreso Nacional Africano (ANCYL) y, en 1954, al Congreso Nacional Africano (ANC).
En 1961 fue enviado a recibir entrenamiento militar fuera del país, pero a su regreso en 1963 fue arrestado tras ser acusado de reclutar y entrenar a una fuerza armada. Fue declarado culpable en el Proceso de Rivonia y condenado a cadena perpetua en la Isla Robben. Fue liberado en octubre de 1989 después de haber cumplido 26 años de su condena, y años después se convirtió en miembro del parlamento del ANC de 1994 a 1999. Sirvió una vez más en la Asamblea Nacional desde 2009 hasta 2014, año en que se retiró.
En 2017 apareció junto con sus compañeros acusados en el Proceso de Rivonia, Denis Goldberg y Ahmed Kathrada, en un documental titulado Life is Wonderful, dirigido por Nicholas Stadlen, el cual cuenta la historia del juicio. El 26 de abril de 2018 recibió un doctorado honoris causa de la Universidad Tecnológica de Durban y un doctorado honorario en Derecho el 7 de abril de 2018 de la Universidad de Rodas.
Un buen amigo de Nelson Mandela, en la celebración del centenario del nacimiento del líder político, Mlangeni leyó el poema favorito de Mandela - Invictus - en una ceremonia emitida por la cadena BBC.

### Fallecimiento
Mlangeni murió en la noche del 21 de julio de 2020 en el Hospital Militar de Pretoria tras presentar problemas abdominales. Tenía noventa y cinco años y fue el último superviviente del Proceso de Rivonia. El presidente Cyril Ramaphosa expresó sus condolencias en nombre del gobierno, declarando: «El fallecimiento de Andrew Mekete Mlangeni significa el fin de una generación y pone nuestro futuro directamente en nuestras manos».